# Thomas Vigne
Thomas Vigne (nascut en 1771 a Anglaterra; mort el 30 de març de 1841 a Woodford Wells, Essex) fou un jugador amateur de cricket.
Va jugar sobretot amb Surrey i va fer 60 aparicions en partits de primer classe de 1804 a 1832. Ocasionalment, fou wicketkeeper. El seu fill fou Godfrey Vigne, qui jugà a cricket de primera classe o professional de 1819 a 1845.